# Liste der Nummer-eins-Hits in Italien (1994)
Diese Liste der Nummer-eins-Hits basiert auf den Charts des italienischen Musikmagazins Musica e dischi (M&D) im Jahr 1994. Es gab in diesem Jahr 17 Nummer-eins-Singles und neun Nummer-eins-Alben.

## Singles
| ← 1993 ← | Liste der Nummer-eins-Hits in Italien (M&D) | Liste der Nummer-eins-Hits in Italien (M&D) | Liste der Nummer-eins-Hits in Italien (M&D)                                                               | 1995 → |
| \| Zeitraum \| Wo. ges. \| Interpret \| Titel Autor(en) \| Zusätzliche Informationen \| \| (Zeitraum, Wochen auf Platz eins, Interpret, Titel, Autor[en], zusätzliche Informationen) \| \| \| \| \| \| ----------------------------------------------------------------------------------------- \| -------- \| --------------------------------- \| --------------------------------------------------------------------------------------------------------- \| ---------------------------------------------------------------------------------------------------------------------------------------------------------------------------------------------------------------------------------- \| \| 50. Woche 1993 – 1. Woche 1994 4 Wochen \| 4 \| Jovanotti \| Penso positivo Jovanotti, Michele Centonze, Saturnino Celani \| – \| \| 2.–3. Woche 2 Wochen (insgesamt 12) \| 12 \| Freddie Mercury \| Living on My Own Freddie Mercury \| Zwar bereits 1985 auf Mercurys erstem Soloalbum Mr. Bad Guy veröffentlicht, hatte das Lied erst Jahre später durch einen postumen Remix Erfolg. \| \| 4. Woche 1 Woche \| 1 \| Bryan Adams / Sting / Rod Stewart \| All for Love Bryan Adams, Robert John „Mutt“ Lange, Michael Kamen \| Der Titelsong des Films Die drei Musketiere wurde ein Welterfolg. Das Songwritertrio Adams/Lange/Kamen hatte bereits 1991 für den Hit (Everything I Do) I Do It for You verantwortlich gezeichnet. \| \| 5.–12. Woche 8 Wochen \| 8 \| Corona \| The Rhythm of the Night Francesco Bontempi, Annerley Gordon, Giorgio Spagna, Peter Glenister, Mike Gaffey \| – \| \| 13.–15. Woche 3 Wochen \| 3 \| Jovanotti \| Serenata Rap Jovanotti, Michele Centonze, Saturnino Celani \| Auch die zweite Singleauskopplung aus dem Album Lorenzo 1994 brachte Jovanotti eine Spitzenplatzierung ein. \| \| 16.–17. Woche 2 Wochen (insgesamt 3) \| 3 \| Bruce Springsteen \| Streets of Philadelphia Bruce Springsteen \| Der Philadelphia-Titelsong und vierfache Grammy-Preisträger konnte in einer Vielzahl von Ländern die Spitze der Charts erreichen. \| \| 18. Woche 1 Woche \| 1 \| Madonna \| I’ll Remember Madonna, Patrick Leonard, Richard Page \| Das Lied stammt aus dem Soundtrack des Films Ein genialer Freak. \| \| 19. Woche 1 Woche (insgesamt 3) \| 3 \| Bruce Springsteen \| Streets of Philadelphia Bruce Springsteen \| – \| \| 20.–21. Woche 2 Wochen \| 2 \| Mo-Do \| Eins, zwei, Polizei Frittelli, Mario Pinosa, Sergio Portaluri, Fulvio Zafret, Claudio Zennaro \| – \| \| 22.–23. Woche 2 Wochen \| 2 \| Molella \| Change F. Carmeni, M. Molella, W. Russo \| – \| \| 24.–25. Woche 2 Wochen (insgesamt 3) \| 3 \| Fiorello e Caterina \| Il cielo Renato Zero \| Mit einer Coverversion des Liedes von Renato Zero aus dem Jahr 1977 gelingt dem italienischen Entertainer der Sprung an die Spitze der Charts. \| \| 26.–29. Woche 4 Wochen \| 4 \| La Bouche \| Sweet Dreams (Ola Ola E) Robert Haynes, Mehmet Sönmez, Melanie Thornton \| – \| \| 30. Woche 1 Woche (insgesamt 3) \| 3 \| Fiorello e Caterina \| Il cielo Renato Zero \| – \| \| 31.–34. Woche 4 Wochen \| 4 \| Marie Claire D’Ubaldo \| The Rhythm Is Magic Marie Claire D’Ubaldo \| Mit der englischsprachigen Wiederveröffentlichung ihres Liedes La magia del ritmo aus demselben Jahr landete die argentinische Singer-Songwriterin einen internationalen Hit. \| \| 35.–44. Woche 10 Wochen \| 10 \| Youssou N’Dour & Neneh Cherry \| 7 Seconds Neneh Cherry, Youssou N’Dour, Cameron McVey, Jonathan Sharp \| – \| \| 45. Woche 1 Woche \| 1 \| 20 Fingers \| Short Dick Man Charlie Babie, Manny Mohr \| Der weltweite Skandalerfolg des US-amerikanischen Hip-House-Produzententeams polarisierte auch in Italien. Besonders diskutiert wurde seine mehrfache Verwendung in der Fernsehsendung Non è la RAI des Privatsenders Italia 1.[1] \| \| 46.–47. Woche 2 Wochen \| 2 \| Digital Boy \| The Mountain of King Luca Pretolesi, R. Lee \| – \| \| 48.–50. Woche 3 Wochen \| 3 \| Ice MC \| It’s a Rainy Day Roberto Zanetti \| – \| \| 51.–52. Woche 2 Wochen \| 2 \| Kina \| Strange Love Giordano Trivellato, Giuliano Sacchetto \| – \| |                                             |                                             | | |
| ← 1993 |                                             |                                             | | → 1995 → |
| Zeitraum | Wo. ges.                                    | Interpret                                   | Titel Autor(en)                                                                                           | Zusätzliche Informationen |
| (Zeitraum, Wochen auf Platz eins, Interpret, Titel, Autor[en], zusätzliche Informationen) |                                             |                                             | | |
| 50. Woche 1993 – 1. Woche 1994 4 Wochen | 4                                           | Jovanotti                                   | Penso positivo Jovanotti, Michele Centonze, Saturnino Celani                                              | – |
| 2.–3. Woche 2 Wochen (insgesamt 12) | 12                                          | Freddie Mercury                             | Living on My Own Freddie Mercury                                                                          | Zwar bereits 1985 auf Mercurys erstem Soloalbum Mr. Bad Guy veröffentlicht, hatte das Lied erst Jahre später durch einen postumen Remix Erfolg.                                                                                 |
| 4. Woche 1 Woche | 1                                           | Bryan Adams / Sting / Rod Stewart           | All for Love Bryan Adams, Robert John „Mutt“ Lange, Michael Kamen                                         | Der Titelsong des Films Die drei Musketiere wurde ein Welterfolg. Das Songwritertrio Adams/Lange/Kamen hatte bereits 1991 für den Hit (Everything I Do) I Do It for You verantwortlich gezeichnet.                              |
| 5.–12. Woche 8 Wochen | 8                                           | Corona                                      | The Rhythm of the Night Francesco Bontempi, Annerley Gordon, Giorgio Spagna, Peter Glenister, Mike Gaffey | – |
| 13.–15. Woche 3 Wochen | 3                                           | Jovanotti                                   | Serenata Rap Jovanotti, Michele Centonze, Saturnino Celani                                                | Auch die zweite Singleauskopplung aus dem Album Lorenzo 1994 brachte Jovanotti eine Spitzenplatzierung ein. |
| 16.–17. Woche 2 Wochen (insgesamt 3) | 3                                           | Bruce Springsteen                           | Streets of Philadelphia Bruce Springsteen                                                                 | Der Philadelphia-Titelsong und vierfache Grammy-Preisträger konnte in einer Vielzahl von Ländern die Spitze der Charts erreichen.                                                                                               |
| 18. Woche 1 Woche | 1                                           | Madonna                                     | I’ll Remember Madonna, Patrick Leonard, Richard Page                                                      | Das Lied stammt aus dem Soundtrack des Films Ein genialer Freak. |
| 19. Woche 1 Woche (insgesamt 3) | 3                                           | Bruce Springsteen                           | Streets of Philadelphia Bruce Springsteen                                                                 | – |
| 20.–21. Woche 2 Wochen | 2                                           | Mo-Do                                       | Eins, zwei, Polizei Frittelli, Mario Pinosa, Sergio Portaluri, Fulvio Zafret, Claudio Zennaro             | – |
| 22.–23. Woche 2 Wochen | 2                                           | Molella                                     | Change F. Carmeni, M. Molella, W. Russo                                                                   | – |
| 24.–25. Woche 2 Wochen (insgesamt 3) | 3                                           | Fiorello e Caterina                         | Il cielo Renato Zero                                                                                      | Mit einer Coverversion des Liedes von Renato Zero aus dem Jahr 1977 gelingt dem italienischen Entertainer der Sprung an die Spitze der Charts.                                                                                  |
| 26.–29. Woche 4 Wochen | 4                                           | La Bouche                                   | Sweet Dreams (Ola Ola E) Robert Haynes, Mehmet Sönmez, Melanie Thornton                                   | – |
| 30. Woche 1 Woche (insgesamt 3) | 3                                           | Fiorello e Caterina                         | Il cielo Renato Zero                                                                                      | – |
| 31.–34. Woche 4 Wochen | 4                                           | Marie Claire D’Ubaldo                       | The Rhythm Is Magic Marie Claire D’Ubaldo                                                                 | Mit der englischsprachigen Wiederveröffentlichung ihres Liedes La magia del ritmo aus demselben Jahr landete die argentinische Singer-Songwriterin einen internationalen Hit.                                                   |
| 35.–44. Woche 10 Wochen | 10                                          | Youssou N’Dour & Neneh Cherry               | 7 Seconds Neneh Cherry, Youssou N’Dour, Cameron McVey, Jonathan Sharp                                     | – |
| 45. Woche 1 Woche | 1                                           | 20 Fingers                                  | Short Dick Man Charlie Babie, Manny Mohr                                                                  | Der weltweite Skandalerfolg des US-amerikanischen Hip-House-Produzententeams polarisierte auch in Italien. Besonders diskutiert wurde seine mehrfache Verwendung in der Fernsehsendung Non è la RAI des Privatsenders Italia 1. |
| 46.–47. Woche 2 Wochen | 2                                           | Digital Boy                                 | The Mountain of King Luca Pretolesi, R. Lee                                                               | – |
| 48.–50. Woche 3 Wochen | 3                                           | Ice MC                                      | It’s a Rainy Day Roberto Zanetti                                                                          | – |
| 51.–52. Woche 2 Wochen | 2                                           | Kina                                        | Strange Love Giordano Trivellato, Giuliano Sacchetto                                                      | – |

## Alben
| ← 1993 ← | Liste der Nummer-eins-Alben in Italien (M&D) | Liste der Nummer-eins-Alben in Italien (M&D) | Liste der Nummer-eins-Alben in Italien (M&D) | 1995 → |
| \| Zeitraum \| Wo. ges. \| Interpret \| Titel \| Zusätzliche Informationen \| \| (Zeitraum, Wochen auf Platz eins, Interpret, Titel, zusätzliche Informationen) \| \| \| \| \| \| ------------------------------------------------------------------------------ \| -------- \| -------------------------- \| ----------------- \| ---------------------------------------------------------------------------------------------------------------- \| \| 49. Woche 1993 – 4. Woche 1994 8 Wochen \| 8 \| Bryan Adams \| So Far So Good \| – \| \| 5.–8. Woche 4 Wochen \| 4 \| Jovanotti \| Lorenzo 1994 \| – \| \| 9.–13. Woche 5 Wochen \| 5 \| (Verschiedene Interpreten) \| Sanremo ’94 \| Die Kompilation zum Sanremo-Festival 1994. \| \| 14.–25. Woche 12 Wochen (insgesamt 15) \| 15 \| Pink Floyd \| The Division Bell \| – \| \| 26.–27. Woche 2 Wochen (insgesamt 3) \| 3 \| (Verschiedene Interpreten) \| Festivalbar ’94 \| Die Kompilation zum Wettbewerb Festivalbar 1994. \| \| 28.–29. Woche 2 Wochen (insgesamt 15) \| 15 \| Pink Floyd \| The Division Bell \| – \| \| 30. Woche 1 Woche (insgesamt 3) \| 3 \| (Verschiedene Interpreten) \| Festivalbar ’94 \| – \| \| 31. Woche 1 Woche (insgesamt 15) \| 15 \| Pink Floyd \| The Division Bell \| – \| \| 32.–42. Woche 11 Wochen \| 11 \| Gipsy Kings \| Greatest Hits \| – \| \| 43. Woche 1 Woche \| 1 \| Mina \| Canarino mannaro \| Das Album stieg direkt auf Platz eins ein. \| \| 44.–45. Woche 2 Wochen (insgesamt 3) \| 3 \| Bon Jovi \| Cross Road \| Die Rockband um den italienischstämmigen Musiker Jon Bon Jovi legte mit Cross Road ihr erstes Best-of-Album vor. \| \| 46.–51. Woche 6 Wochen (insgesamt 8) \| 8 \| Sting \| Fields of Gold \| – \| \| 52. Woche 1 Woche (insgesamt 3) \| 3 \| Bon Jovi \| Cross Road \| – \| |                                              |                                              |                                              | |
| ← 1993 |                                              |                                              |                                              | → 1995 → |
| Zeitraum | Wo. ges.                                     | Interpret                                    | Titel                                        | Zusätzliche Informationen                                                                                        |
| (Zeitraum, Wochen auf Platz eins, Interpret, Titel, zusätzliche Informationen) |                                              |                                              |                                              | |
| 49. Woche 1993 – 4. Woche 1994 8 Wochen | 8                                            | Bryan Adams                                  | So Far So Good                               | – |
| 5.–8. Woche 4 Wochen | 4                                            | Jovanotti                                    | Lorenzo 1994                                 | – |
| 9.–13. Woche 5 Wochen | 5                                            | (Verschiedene Interpreten)                   | Sanremo ’94                                  | Die Kompilation zum Sanremo-Festival 1994.                                                                       |
| 14.–25. Woche 12 Wochen (insgesamt 15) | 15                                           | Pink Floyd                                   | The Division Bell                            | – |
| 26.–27. Woche 2 Wochen (insgesamt 3) | 3                                            | (Verschiedene Interpreten)                   | Festivalbar ’94                              | Die Kompilation zum Wettbewerb Festivalbar 1994.                                                                 |
| 28.–29. Woche 2 Wochen (insgesamt 15) | 15                                           | Pink Floyd                                   | The Division Bell                            | – |
| 30. Woche 1 Woche (insgesamt 3) | 3                                            | (Verschiedene Interpreten)                   | Festivalbar ’94                              | – |
| 31. Woche 1 Woche (insgesamt 15) | 15                                           | Pink Floyd                                   | The Division Bell                            | – |
| 32.–42. Woche 11 Wochen | 11                                           | Gipsy Kings                                  | Greatest Hits                                | – |
| 43. Woche 1 Woche | 1                                            | Mina                                         | Canarino mannaro                             | Das Album stieg direkt auf Platz eins ein.                                                                       |
| 44.–45. Woche 2 Wochen (insgesamt 3) | 3                                            | Bon Jovi                                     | Cross Road                                   | Die Rockband um den italienischstämmigen Musiker Jon Bon Jovi legte mit Cross Road ihr erstes Best-of-Album vor. |
| 46.–51. Woche 6 Wochen (insgesamt 8) | 8                                            | Sting                                        | Fields of Gold                               | – |
| 52. Woche 1 Woche (insgesamt 3) | 3                                            | Bon Jovi                                     | Cross Road                                   | – |

## Belege
1. ↑  Valerio Cappelli: Ambra e le altre ballano a luci rosse. In: Corriere della Sera. 24. Oktober 1994, S. 33 (Onlineartikel [abgerufen am 22. November 2009]).

Siehe auch: Nummer-eins-Hits 1994 in  Australien, Belgien, Dänemark, Deutschland, Finnland, Frankreich, Irland, Japan, Kanada, Neuseeland, den Niederlanden, Norwegen, Österreich, Schweden, der Schweiz, Spanien, Ungarn, den Vereinigten Staaten und im Vereinigten Königreich.